# Ураноподобна планета
Ураноподобна планета представлява клас планети, сходни по строеж с планетите от Слънчевата система Уран и Нептун. Понякога те биват наричани ледени гиганти.
Въпреки че по-голямата част от обема им се заема от газове като водород, хелий и метан, по-голямата част от масата на ураноподобните планети се пада на тежки елементи като различни по химичен състав ледове, скали и метали. Те имат сравнително малки размери и маса (няколко пъти по-големи от земните).
Към 2005 г. са известни няколко екзопланети с маси сравними с тези на Уран и Нептун и за които се счита са ураноподобни.